# ستوها
ستوها (استونیایی: setud) یک اقلیت قومی و زبانی بومی فنلاندی در جنوب شرقی استونی و شمال غربی روسیه است. ستوها که جمعیت آنها ۱۵٬۳۰۰ نفر تخمین زده میشود به گویش ستو صحبت می‌کنند و پیرو کلیسای ارتدکس شرقی هستند.

## نگارخانه

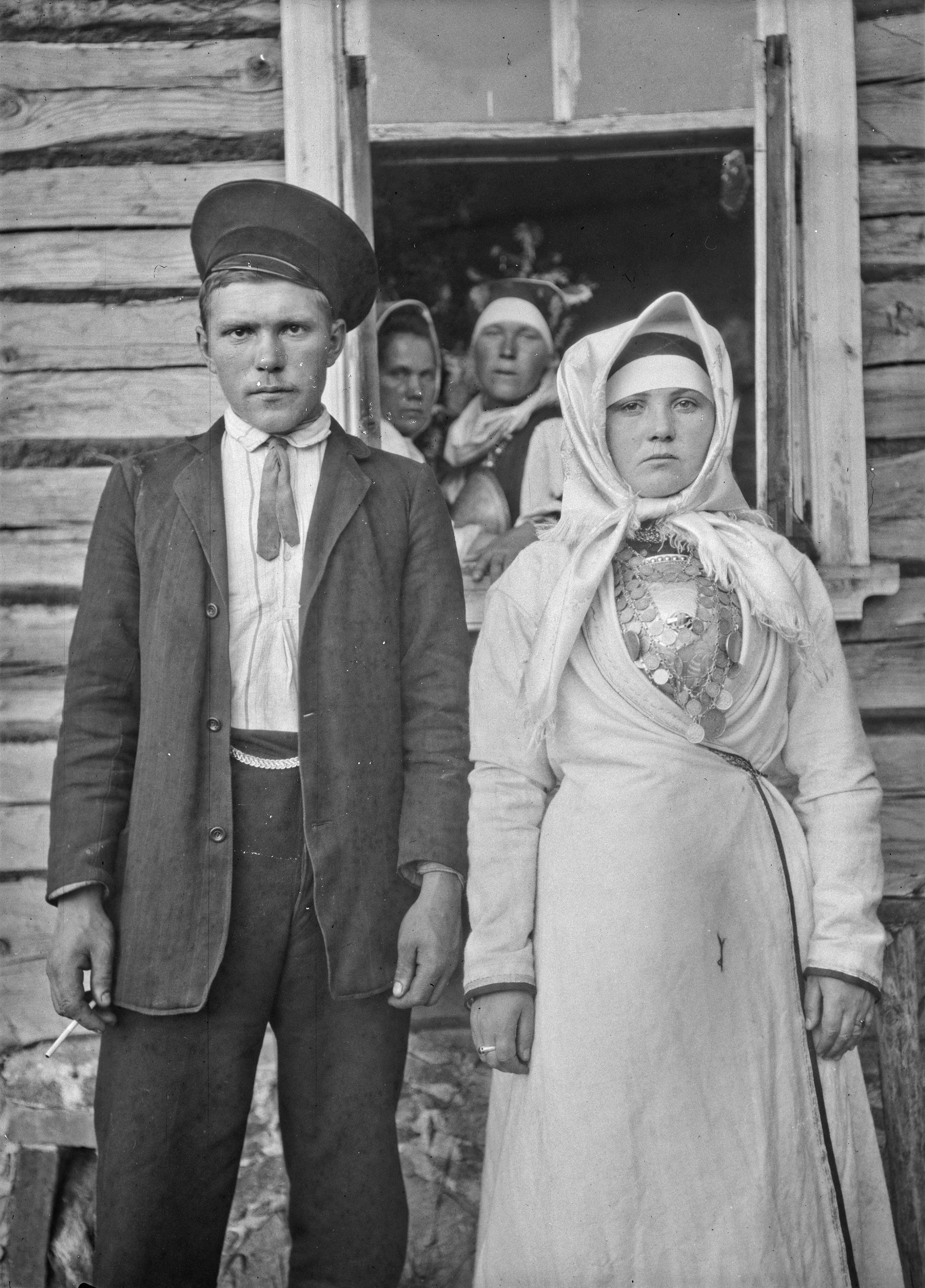
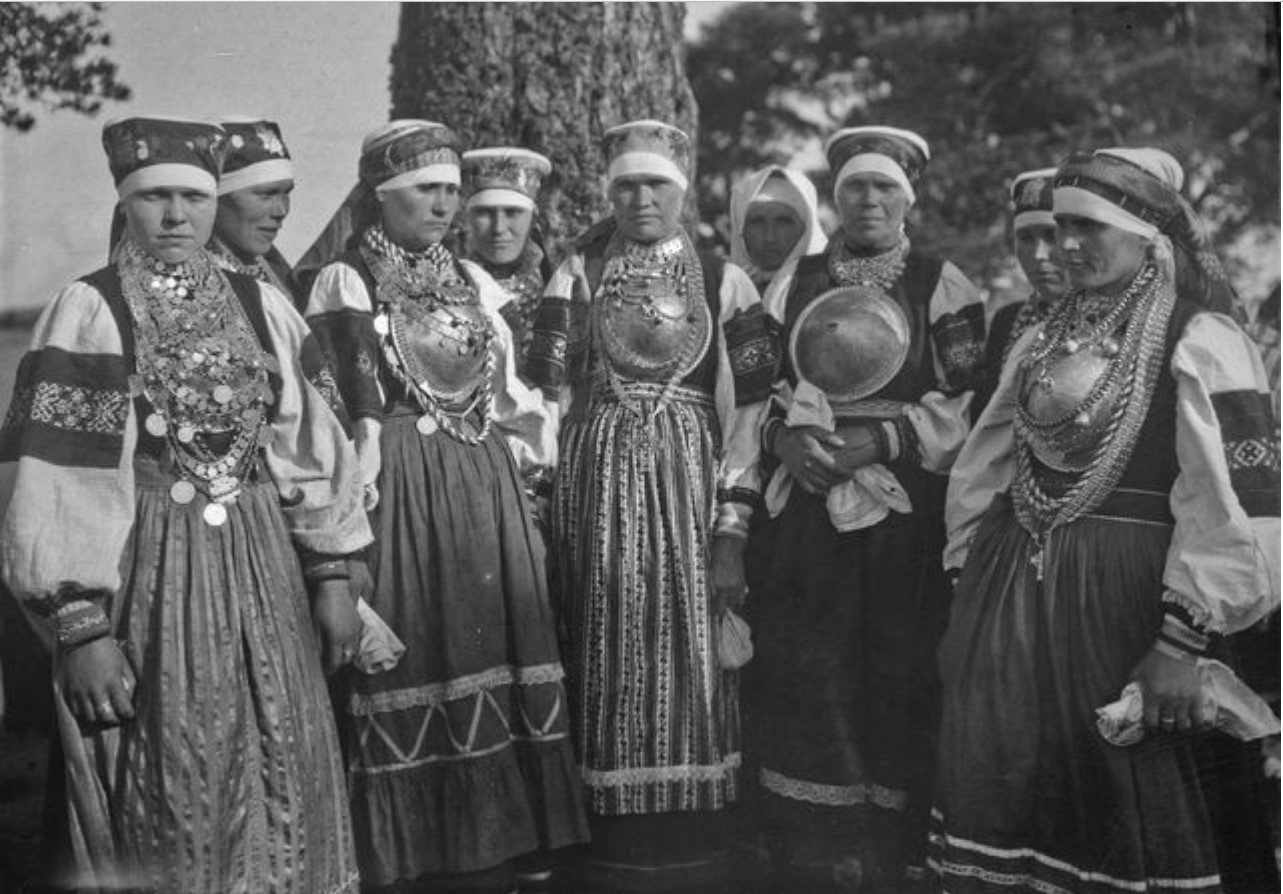
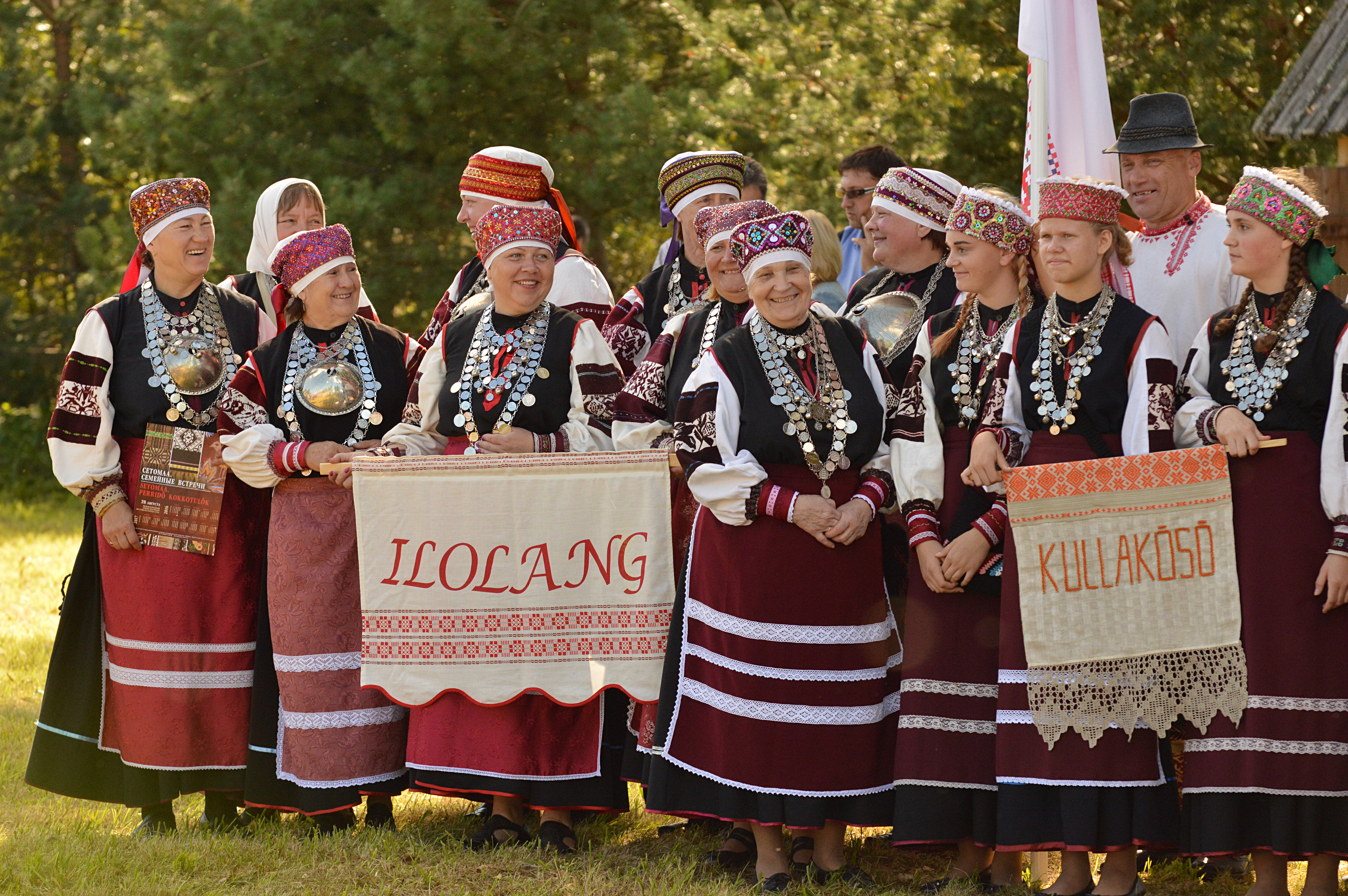